# Neuss
Neuss (lim. Nüss; do 1968 Neuß) – miasto w zachodnich Niemczech w kraju związkowym Nadrenia Północna-Westfalia, w rejencji Düsseldorf, w powiecie Rhein-Kreis Neuss, leżące na lewym brzegu Renu, niedaleko Düsseldorfu. Neuss jest największym miastem powiatu, znane przede wszystkim ze swojej rzymskiej przeszłości, portu nad Renem i obywatelskiego festynu strzeleckiego. W 1983 roku liczba mieszkańców przekroczyła 100 tys. i Neuss stało się tzw. wielkim miastem (Großstadt). Obecnie liczy 151 388 mieszkańców (2010). W 1984 roku miasto świętowało 2 000. rocznicę powstania.

## Geografia
Neuss leży na lewym brzegu dolnego Renu, niedaleko Düsseldorfu, przy ujściu rzeki Erft do Renu. Najwyższe wzniesienie miasta znajduje się w dystrykcie Holzheim i wynosi 67,5 m, natomiast najniższa część znajduje się przy wjeździe do portu i wynosi 30 m n.p.m. Największa rozciągliwość miasta wynosi 13,2 km w kierunku północno-południowym i 12,8 km w kierunku zachodnio-wschodnim.

### Sąsiednie gminy
Miasta i gminy sąsiadujące z miastem Neuss: Düsseldorf (miasto na prawach powiatu), Dormagen, Grevenbroich, Korschenbroich, Kaarst oraz Meerbusch.

### Podział miasta
Obszar miasta podzielony jest na 28 dystryktów. Są one ponumerowane i noszą szczególne nazwy. W przeciwieństwie do innych miast kraju związkowego dzielnice miasta nie są wyznaczone. Dystrykty:

1. Innenstadt (Śródmieście), 2. Dreikönigenviertel (dzielnica Trzech Króli), 3. Hafengebiet (Obszar portowy), 4. Hammfeld, 5. Augustinusviertel (Dzielnica Augustyna), 6. Gnadental (Dolina łaski), 7. Grimlinghausen, 8. Uedesheim, 9. Weckhoven, 10. Erfttal, 11. Selikum, 12. Reuschenberg, 13. Pomona, 14. Stadionviertel (Dzielnica stadionu), 15. Westfeld (Zachodnie pole), 16. Morgensternsheide (Wrzos gwiazdy porannej), 17. Südliche Furth (Południowy Furth), 18. Mittlere Furth (Środkowy Furth), 19. Nördliche Furth (Północny Furth), 20. Weissenberg (Biała góra), 21. Vogelsang (Śpiew ptaków), 22. Barbaraviertel (Dzielnica Barbary), 23. Holzheim (Dom drewna), 24. Grefrath, 25. Hoisten, 26. Speck/Wehl/Helpenstein, 27. Norf, 28. Rosellen (z Rosellerheide i Allerheiligen).

## Gospodarka
W mieście rozwinął się przemysł spożywczy, maszynowy, metalowy, środków transportu, elektrotechniczny, papierniczy oraz paszowy.

## Kolej
W mieście znajduje się stacja kolejowa Neuss Hauptbahnhof i przystanek Neuss Süd.

## Współpraca
Miejscowości partnerskie:
- Bolu, Turcja, od 2008
- Châlons-en-Champagne, Francja, od 1972
- Nevşehir, Turcja, od 2007
- Psków, Rosja, od 1990
- Rijeka, Chorwacja, od 1990
- Saint Paul, USA, od 1999